# Mentir para vivir
„Mentir para Vivir” (pol. Kłamać aby żyć) – meksykańska telenowela Televisy z 2013 roku, której producentem jest Rosy Ocampo. Jest to oryginalny scenariusz Marii Zarattini – autorki Miłość i Przeznaczenie. W rolach głównych występują: David Zepeda i Mayrin Villanueva, zaś w rolę antagonistów wcielają się Altair Jarabo i Diego Olivera. Produkcja jest emitowana w Meksyku na kanale El Canal de las Estrellas o godzinie 19:25.

## Historia
Mentir para Vivir jest czwartą nazwą telenoweli. Pierwotnie nosiła ona tytuł „La Sustituta”, następnie Oriana, a na końcu „Mentiras la Verdad”. Pierwotnie „Mentir para Vivir” miało wystartować 27 maja 2013 jednak szefostwo stacji zadecydowało, że premiera będzie miała miejsce 3 czerwca tego samego roku. Nagrania rozpoczęły się 4 marca w Sonora, a zakończyły 2 września.

## Obsada
| Aktor               | Rola                                     | Charakterystyka |
| ------------------- | ---------------------------------------- | --------------- |
| David Zepeda        | Ricardo Sánchez Bretón                   | Protagonista    |
| Mayrin Villanueva   | Oriana Caligaris/Inés Valdivia           | Protagonistka   |
| Diego Olivera       | José Luis Falcón                         | Główny Villan   |
| Altair Jarabo       | Raquel Ledesma Muñoz                     | Główna Villana  |
| Ferdinando Valencia | Alberto "Berto"Torres González           |                 |
| Adriana Roel        | Paloma Aresti                            |                 |
| Cecilia Gabriela    | Lucina González de Torres                |                 |
| Alejandro Tommasi   | Gabriel Sánchez-Fernández                |                 |
| Lourdes Munguía     | Lila Martín de Sánchez-Fernández         |                 |
| Alberto Agnesi      | Antonio Araujo                           |                 |
| Leticia Perdigón    | Matilde Aresti de Camargo                |                 |
| Nuria Bages         | Fidelina Bretón                          |                 |
| Alejandro Speitzer  | Sebastián Sánchez-Fernández Breton       |                 |
| Felipe Najera       | Padre Mariano                            |                 |
| Mariana Garza       | Maria Jimenez                            |                 |
| Juan Carlos Barreto | Rubén Camargo                            |                 |
| Gerladine Galván    | Fabiola Camargo Aresti                   |                 |
| Lucas Velasquez     | César Camargo Aresti                     |                 |
| Fabian Robles       | Piero Verastegui                         |                 |
| Patricio Castillo   |                                          |                 |
| Laisha Wilkins      | Inés Valdivia                            |                 |
| Lorena Velázquez    |                                          |                 |
| Ana Paola Martínez  | Alina Falcon Caligaris/Catalina Valdivia |                 |
| Dulce Maria         | Joaquina "Jaqui" Barragan                |                 |